# Natalja Michailowna Russakowa

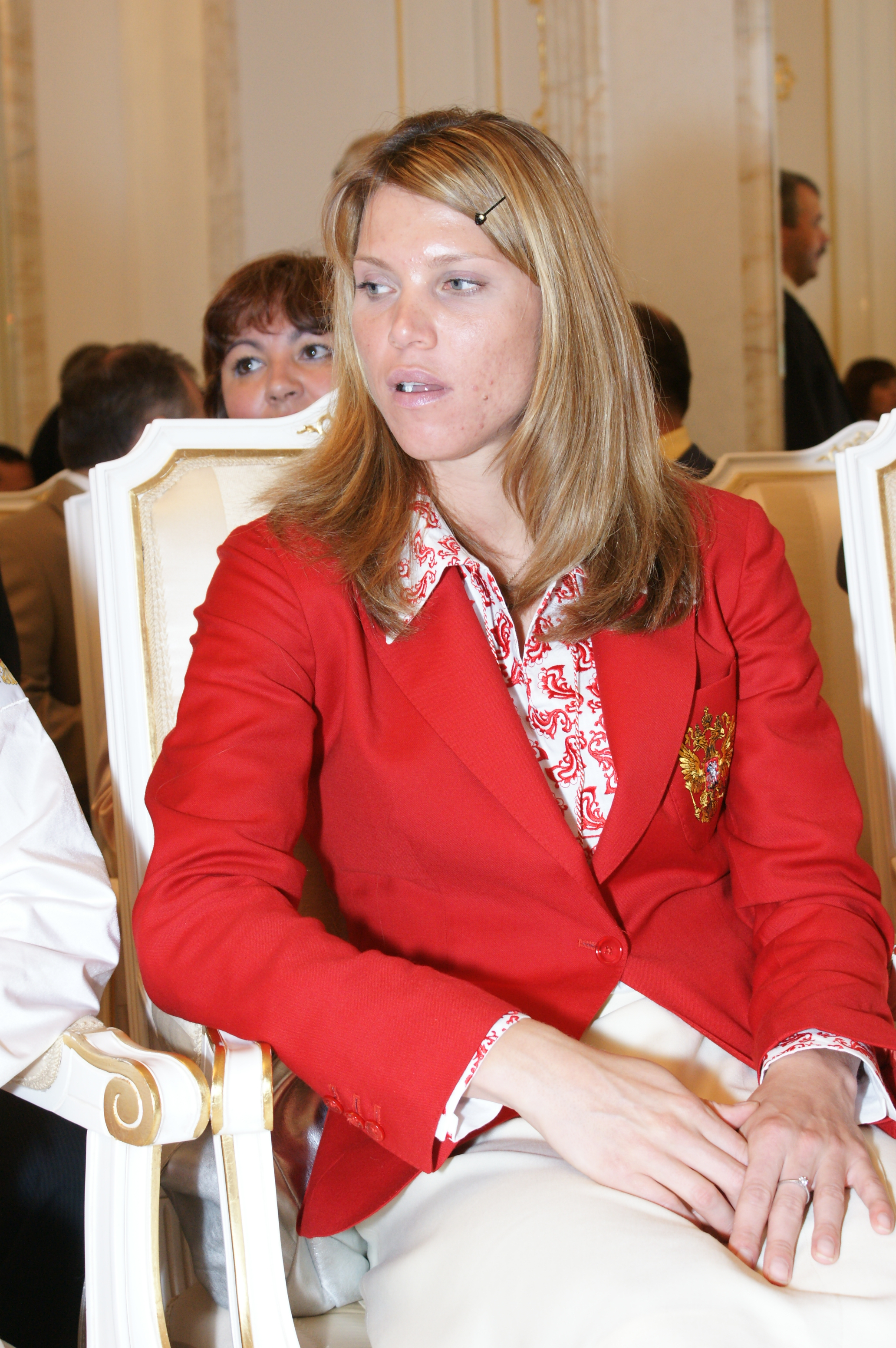
2008

Natalja Michailowna Russakowa (russisch Наталья Михайловна Русакова, geb. Кресова; * 12. Dezember 1979 in Leningrad) ist eine russische Sprinterin.
Sie gewann die Bronzemedaille bei den Leichtathletik-Europameisterschaften 2006.
Sie nahm auch bei den Olympischen Spielen 2004 teil, wo sie das Halbfinale erreichte. Russakowa gewann die Bronzemedaille bei der Sommer-Universiade 2003.